# Беленький, Яков Сергеевич
Яков Сергеевич Беленький (18 февраля 1915 — 2 февраля 1989) — советский актёр театра, кино и дубляжа.

## Биография
Яков Беленький родился 18 февраля 1915 года в Петрограде в семье профессиональных революционеров. Отец после революции работал в Наркомфине РСФСР, мать была на партработе на Красной Пресне, затем на швейной фабрике «Большевичка». Племянник А. Я. Беленького.
Окончил Московскую опытно-показательную школу-коммуну. В 1934 году поступил в Московский авиационный институт имени Орджоникидзе. После третьего курса в 1937 году перевёлся на актёрский факультет театрального училища имени Щепкина. В 1941 году был принят в Малый театр, где проработал два года.
В 1943 году ушёл добровольцем на фронт. Служил в 300-м полку. Форсировал реку Свирь 22 июня 1944 года. После демобилизации в декабре 1945 года, играл в 1-м армейском театре и театре «Студия» Объединения передвижных театров. В 1951 году был арестован органами МГБ, осуждён на 5 лет лагерей, в 1953 году амнистирован, затем реабилитирован и восстановлен в партии.
После реабилитации работал на киностудии имени Горького. До 1960 года занимался дубляжом, затем вошёл в штат киностудии как актёр, где работал до 1986 года. Озвучил сотни ролей. Играл в основном характерные роли сказочных персонажей и представителей различных национальностей.
Умер 2 февраля 1989 года. Похоронен на Новодевичьем кладбище.

### Семья
- Отец — Хаим Хацкелевич (Ефим Иезекиилевич, Ефим Яковлевич) Беленький (партийный псевдоним Сергей; 1875, Свержень, Рогачёвский уезд, Могилёвская губерния — 1957, Минск), революционер-бундовец, член РСДРП с 1898 года, создатель подпольной типографии Северо-западного комитета РСДРП.
- Мать — Анна Марковна Беленькая (1883—1955), революционерка, член РСДРП с 1903 года.

## Фильмография
- 1959 — Белые ночи — герцог
- 1962 — Мы вас любим — эпизод (нет в титрах)
- 1965 — Чистые пруды — эпизод
- 1966 — Волшебная лампа Аладдина — мудрейший
- 1966 — Сказка о царе Салтане — корабельщик
- 1968 — Рыцарь мечты — матрос
- 1970 — Один из нас — гражданин в очереди
- 1971 — Держись за облака (Венгрия, СССР) — репортёр
- 1971 — Корона Российской империи, или Снова неуловимые — шотландец
- 1971 — Телеграмма — пассажир такси (нет в титрах)
- 1972 — Руслан и Людмила — отец Ратмира
- 1974 — Какая у вас улыбка — фотограф
- 1975 — Честное волшебное — Клей Гуммиарабик (нет в титрах)
- 1975 — Что с тобой происходит? — Арсен Георгиевич, «столетний человек»
- 1976 — Дни хирурга Мишкина — член комиссии
- 1977 — Кольца Альманзора — Кохинур, помощник Мухамиэля
- 1978 — Замурованные в стекле — рыбак
- 1978 — Плата за истину — эпизод
- 1979 — Весенняя Олимпиада, или Начальник хора — Яков Сергеевич
- 1980 — История одного подзатыльника (короткометражный) — прохожий с собакой у телеателье
- 1980 — Мы, нижеподписавшиеся — эпизод (нет в титрах)
- 1981 — Карнавал — сосед
- 1982 — Василий Буслаев — эпизод (нет в титрах)
- 1982 — Инспектор Лосев — Вартан Хачатурович
- 1985 — Корабль пришельцев — академик

### Киножурнал «Фитиль»
- 1966 — Выпуск № 52 (новелла «Выход из положения») — покупатель в магазине
- 1972 — Выпуск № 116 (новелла «Призвание») — сосед, владелец «Запорожца»

### Киножурнал «Ералаш»
- 1978 — Выпуск № 16 (сюжет «Царевна-Несмеяна») — боярин

## Озвучивание мультфильмов
- 1965 — Гунан-Батор — Урту
- 1971 — Лабиринт. Подвиги Тесея — кентавр Хирон

## Дублирование
- 1939 — Путешествия Гулливера (США)  — Габби
- 1945 — Тахир и Зухра (Ташкентская киностудия) — Карабатыр (роль Шукура Бурханова)
- 1948 — Оливер Твист — Феджин
- 1951 — Бродяга (Индия) — Джагга (роль K. Н. Сингха)
- 1953 — Борьба в долине (Египет) — паша (роль Заки Ростома)
- 1953 — Великий воин Албании Скандербег (СССР, Албания) — султан Мурад II (роль Ваграма Папазяна)
- 1954 — Граф Монте-Кристо (Италия, Франция) — Нуартье де Вильфор / Джованни Бертуччо (роли Ноэля Роквера и Паоло Стоппа)
- 1954 — Красное и чёрное (Франция) — отец Жюльена Сореля (роль Александра Риньо)
- 1955 — Волшебная свирель (Тбилисская студия) — колдун (роль Георгия Шавгулидзе)
- 1955 — Крушение эмирата — Ибрагим-вор (роль Шукура Бурханова)
- 1955 — Бахтияр (Любимая песня; Бакинская киностудия) — Дмитрий Верховский (роль Константина Мякишева)
- 1955 — Счастье Андруса — Арулайд (роль А. Лаутера)
- 1956 — Авиценна (Ташкентская киностудия) — Чагани (роль Обида Джалилова)
- 1956 — Во имя счастья (Ташкентская киностудия) — Карим-бобо (роль Обида Джалилова)
- 1956 — Не та, так эта (Азербайджанфильм) — Кочи Аскер (роль Мовсун Сананы)
- 1957 — 12 разгневанных мужчин (США) — Присяжный № 10 (роль Эд Бегли)
- 1958 — По путёвке Ленина (Ташкентская киностудия) — Курбаши (роль Рахима Пирмухамедова)
- 1958 — Седьмое путешествие Синдбада (США) —  Карим (роль Дэнни Грина)
- 1958 — Тени ползут (Бакинская киностудия) — Амирахов (роль И. Тагизаде)
- 1959 — Когда цветут розы (Узбекфильм) — Кадыр-ака (роль Обида Джалилова)
- 1960 — Девушка Тянь-Шаня (Фрунзенская студия художественных фильмов)
- 1960 — Крестоносцы (Польша)
- 1961 — Вечера на хуторе близ Диканьки — пузатый Пацюк (роль Николая Яковченко)
- 1961 — Три мушкетёра (Италия, Франция) — Бонасье (роль Робера Берри)
- 1962 — Дьявол и десять заповедей (Франция, Италия)
- 1962 — Кот под шлемом (Югославия)
- 1962 — Убить пересмешника (США) — отец Тома, Спенсер Робинсон (роль Джестера Хэйрстона)
- 1963 — Белый караван (Грузия-фильм) — Глихо (роль Валентина Донгузашвили)
- 1963 — Где Ахмед? — Ахмед-мастер (роль Ага Гусейна Джавадова)
- 1963 — Ждите нас на рассвете (Молдова-фильм) — Георге Урсу
- 1963 — Любимчик командира (Югославия)
- 1963 — Самолеты не приземлились (Узбекфильм)
- 1963 — Тысяча ночей на ложе из камня (Индия) — Анвар Миян (роль Анвара Хуссэйна)
- 1964 — Звезда Улугбека (Узбекфильм) — сарбадар
- 1964 — Бунтарь в маске (Египет)
- 1964 — Казнены на рассвете... — Фёдоров, генерал-майор
- 1964 — Белый караван (Грузия-фильм) — Глихо (роль Валентина Донгузашвили)
- 1964 — За мной, канальи! (Германия) — Министр финансов (роль Хельмута Шрайбера)
- 1964 — Золотой гусь (ГДР) — трактирщик (роль Фрица Шлегеля)
- 1965 — Сыновья Большой Медведицы (ГДР) — Матотаупа (роль Адольфа Петера Гофмана)
- 1965 — Гений дзюдо (Япония) — Сугата Санширо (роль Юдзо Каямы)
- 1965 — Одержимый (СССР) — Сафар-бай (роль Саата Талипова)
- 1965 — Миха (СССР) — отец (роль Михаила Чубинидзе)
- 1965 — Им было восемнадцать (СССР) — Рикс Парка (роль Пеэтера Карда
- 1965 — Молочник из Мяэкюла (СССР) — Куру-Джаам
- 1965 — Недостойная старая дама (Франция) — Эрнест (роль Армана Меффра)
- 1965 — Разиня (Франция, Италия, Испания) — Сообщник Сарояна (роль Жака Эйзера)
- 1965 — Фараон (Польша) — Хирам (роль Альфреда Лодзиньского)
- 1966 — Как солдат от войска отстал (Грузия-фильм) — священник (роль Эроси Манджгаладзе)
- 1966 — Он убивать не хотел (Грузия-фильм) — священник (роль Дато Купарадзе)
- 1966 — Следствие продолжается (Азербайджанфильм) — резидент иностранной разведки (роль Виктора Колпакова)
- 1967 — Измена (Таджикфильм) — курбаши (роль Кудрата Ходжаева)
- 1967 — Чингачгук — Большой Змей (ГДР) — Том Хаттер (роль Хельмута Шрайбера)
- 1968 — 24-25 не возвращается (Рижская киностудия)
- 1968 — Времена землемеров (Рижская киностудия)
- 1968 — Всадники революции (Узбекфильм) — Азнавур, адъютант Юлдашева (роль Шукура Бурханова)
- 1969 — Битва на Неретве (Италия, Югославия, ФРГ)
- 1969 — Мы и наши горы (Арменфильм) — Ишхан Антонян (роль Фрунзика Мкртчяна)
- 1969 — У богатой госпожи (Pie Bagātas Kundzes; Рижская киностудия) — Фридис (роль Карлиса Себриса)
- 1969 — Кыз-Жибек (Казахфильм) — Базарбай (роль Каукена Кенжетаева)
- 1970 — Гибель Чёрного консула (Узбекфильм) — Худояр Пансад (роль Аббаса Бакирова)
- 1970 — Кувшин (Грузия-фильм) (короткометражный) — Гогия, хозяин кувшина (роль Бухути Закариадзе)
- 1970 — Перстень княгини Анны (Польша)
- 1970 — Родник Эгнар (Арменфильм)
- 1970 — Старые мельницы (Грузия-фильм) (роль Георгия Гегечкори)
- 1970 — Третья дочь (Таджикфильм) (роль Абдулхамида Нурматова)
- 1971 — Давным-давно (Грузия-фильм) — священник (роль Михаила Вашадзе)
- 1971 — Взломщики — комиссар греческой полиции Авель Захария
- 1971 — Есения (Мексика)
- 1971 — Поклонись огню (Киргизфильм) — Аджи (роль Муратбека Рыскулова)
- 1972 — Текумзе (ГДР) — судья Мэкью (роль Леона Немчика)
- 1973 — Невероятные приключения итальянцев в России (СССР, Италия) — профессор Дотторе (роль Джиджи Баллиста)
- 1973 — Убийство Маттеотти (Италия) — Филиппо Турати (роль Гастоне Москина)
- 1974 — Торговцы смертью (Италия) — негр-министр
- 1974 — Какая у вас улыбка — фотограф (роль Михаила Майорова, нет в титрах)
- 1974 — Тысяча первая гастроль (Азербайджанфильм) — Аликафар (роль Адиля Искендерова)
- 1975 — Эликсир молодости (Румыния) — сосед
- 1975 — Вендетта по-корсикански (Франция) — Камилль Консегуд (роль Фернана Сарду)
- 1975 — Невеста с севера (Студия телефильмов «Ереван») — Гурген (роль Жана Элояна, нет в титрах)
- 1975 — Центровой из поднебесья
- 1975 — Незваные гости (Грузия-фильм) — священник (роль Зураба Лаперадзе)
- 1975 — Странствующие рыцари (Грузия-фильм) — Ардалиони (роль В. Чхаидзе)
- 1976 — Городок Анара (Грузия-фильм)
- 1976 — Дервиш взрывает Париж (Азербайджанфильм) — Гатамхан-ага (роль Адиля Искендерова)
- 1976 — Просто Саша — Автандил Христофорович Мендадзе (роль Шалвы Херхеулидзе, нет в титрах)
- 1977 — А что, если поесть шпината? (Чехословакия) — профессор Нойбауэр (роль Бедржиха Прокоша)
- 1977 — Рача, любовь моя (СССР, Чехословакия)
- 1977 — Удар в спину (Азербайджанфильм) — Дадашлы (роль Адиля Искендерова)
- 1977 — Ученик эскулапа (Грузия-фильм) — Алмасхан (роль Давида Окросцваридзе)
- 1977 — Чудовище (Франция)
- 1979 — Чудак (Азербайджанфильм) — мужчина, передавший деньги в машине
- 1980 — Миллионы Ферфакса — Уорд (нет в титрах)
- 1980 — Испанский вариант (Рижская киностудия) — эпизод (роль Васараудзиса Петериса, нет в титрах)
- 1980 — Инспектор-разиня (Франция) — дивизионный комиссар Вернийо (роль Жюльена Гийомара)
- 1980 — Все звёзды (Франция) — Огюст (роль Робера Дальбана)
- 1980 — Огарёва, 6 — Михаил Дмитриевич (нет в титрах)
- 1981 — Вот вернётся папа (Туркменфильм) — Серхан-ага (роль Аты Дурдыева)
- 1981 — Распахните окна (Грузия-фильм) — Геронти (роль Виктора Нинидзе)
- 1982 — Тысяча миллиардов долларов (Франция) — комиссар полиции (роль Жака Дави)
- 1982 — Здесь тебя не встретит рай (Азербайджанфильм)
- 1983 — Тайна «Чёрных дроздов» — Бернсдорф (нет в титрах)
- 1983 — Пожар (Арменфильм)
- 1984 — Мы ещё встретимся (Арменфильм) — Гласевос (роль Ашота Оганесяна)
- 1986 — Сувенир (Грузия-фильм) — Балта (роль Чинчора Джения)